# Acolasis illustrans
Acolasis illustrans är en fjärilsart som beskrevs av Walker 1857. Acolasis illustrans ingår i släktet Acolasis och familjen nattflyn. Inga underarter finns listade i Catalogue of Life.